# ده بالا (مشيز بردسير)
ده بالا (بالفارسية: ده بالا) هي قرية تقع في إيران في البلدة المركزية. يقدر عدد سكانها بـ 692 نسمة بحسب إحصاء 2016.